# Supercoppa islandese 2018 (pallavolo femminile)
La Supercoppa islandese 2018, 1ª edizione della Supercoppa nazionale femminile di pallavolo, si è svolta il 6 ottobre 2018: al torneo hanno partecipato due squadre di club islandesi e la vittoria finale è andata per la prima volta al HK Kópavogur.

## Regolamento
La formula ha previsto una gara unica.

## Squadre partecipanti
| Squadra             | Qualificazione                                         |
| ------------------- | ------------------------------------------------------ |
| HK Kópavogur        | Finalista Coppa d'Islanda 2017-18                      |
| Þróttur Neskaupstað | Vincitrice Coppa d'Islanda 2017-18/Úrvalsdeild 2017-18 |

## Torneo
| 6 ottobre 2018 PCC Höllin, Húsavík Durata: 1h:34 - Spettatori: 120 | Þróttur Neskaupstað | 0 - 3 | HK Kópavogur | 23-25, 23-25, 16-25 |